# Домаркас Юозас
Юозас Домаркас (лит. Juozas Domarkas; *28 липня 1936, Варкаляй, Литва) — литовський диригент, педагог.

## Біографія
Домаркас народився 28 липня 1936 в селі Варкалі[джерело?] (нині Варкаляй Плунгеського району Тельшяйського повіту, Литва).
У 1955-1960 навчався в Литовській консерваторії (нині Литовська академія музики і театру) по класу кларнета у Я. Ясенка.
З 1957 — диригент Вільнюського духового оркестру.
У 1965 закінчив Ленінградську консерваторію по класу симфонічного диригування у І. О. Мусіна.
У 1961 дебютував як симфонічний диригент в Ленінграді. У 1963 брав участь в майстер-класах французького диригента І. Маркевича в Москві.
З 1964 очолює симфонічний оркестр Литовської філармонії (нині Національний симфонічний оркестр Литви).
Гастролює з симфонічним оркестром за кордоном (Польща, Латвія, Чехія, Німеччина, Естонія, Венесуела, Туреччина, Фінляндія, Велика Британія, Франція, Австрія, Італія, Іспанія, Японія, Греція, Швейцарія, Голландія, Норвегія, Швеція, Португалія, Корея).
Разом з оркестром брав участь в фестивалях «Осінь у Варшаві», «Празька весна», «Шлезвіг-Гольштейн» і ін. Партнерами по сцені Домаркаса були такі виконавці як Е. Гілельс, Л. Коган, О. Обзазцова, Ю. Башмет, Н. Гутман, Г. Кремер.
З 1975 проводить серії концертів юних виконавців з Національним симфонічним оркестром Литви, які згодом стали основою фестивалю «Аджалінас».
У 1988-1991 і в 1995 — диригент молодіжного симфонічного оркестру Балтійської академії.
У 1991 і 1995 брав участь в IV і V Міжнародних конкурсах диригентів ім. Г. Фітельберга (Катовиці, Польща), в 1993 і 1996 — у I і II Міжнародних конкурсах диригентів імені С. Прокоф'єва в Санкт-Петербурзі, в 1999 — член журі Міжнародного конкурсу ім. М. Чюрльоніса.
З 1968 — викладач, з 1995 — професор, завідувач кафедри диригування Литовської консерваторії, в 1972-1991 — керівник студентського симфонічного оркестру консерваторії.

## Сім'я
Брати:
- Елігіюс Домаркас (1943) — литовський музичний керівник театру
- Стасіс (Станісловас) Домаркас (1939) — литовський диригент.

## Творчість
У виконанні оркестру під керуванням Юозаса Домаркаса прозвучало понад сто прем'єр творів литовських композиторів.
У репертуарі — «Урочиста меса» Бетховена, ораторії «Самсон» і «Іуда Маккавей» Г. Генделя, «Різдвяна ораторія» Й. Баха, «Карміна Бурана» К. Орфа, Симфонія № 2 Г. Малера, твори литовських композиторів, в тому числі ораторія Б. Дваріонаса «Не чіпайте блакитний глобус».
Диригував відомими оркестрами Європи.

## Постановки

### Литовський театр опери і балету

#### Опери
- 1985 — «Кармен» Ж. Бізе

#### Балети
- 1997 — «Дафніс і Хлоя» М. Равеля
- 1997 — «Кармен-сюїта» Ж. Бізе в оркестровці Р. Щедріна

### Клайпедський музичний театр

#### Опери
- 1997 — «Цар Едіп» І. Стравінського
- 1998 — «Кармен» Ж. Бізе

## Звання та нагороди
- Народний артист Литви (1974)
- Державна премія Литви (1974)
- Національна премія Литви в галузі культури і мистецтва (2000)
- Офіцер ордена Великого князя Литовського Гядімінаса (1994)
- Кавалер Великого хреста ордена Великого князя Литовського Гядімінаса (1998)
- Урядовий приз в області мистецтва Литви (1994, 1998)